# 塔拉曼卡山脉
塔拉曼卡山脉（Cordillera de Talamanca）是跨哥斯达黎加和巴拿马国界的一座山脉，山区大部分地区是塔拉曼卡仰芝－拉阿米斯泰德保护区的一部分，同样也由两国共有。
塔拉曼卡山脉的最高峰为奇里波峰，海拔3,820米。当地的国家公园被联合国教科文组织列入世界遗产名录。